# 外部皮层
外部皮层（exocortex）是一个理论设想中的人工信息处理系统，用以增强大脑的认知与功能。
一个人的外部皮层将包含额外的记忆模块、处理器、输入输出设备和软件系统来增强他的生物学大脑。外部皮层与大脑的交互通过一般被称作脑机接口的设备实现，连接后这些外部设备从功能上也被纳入了这个人的心灵的范畴。
具有相当的外部皮层的人可被称作赛博格（cyborgs）或超人类（transhumans）。